# Winchester Modèle 1895

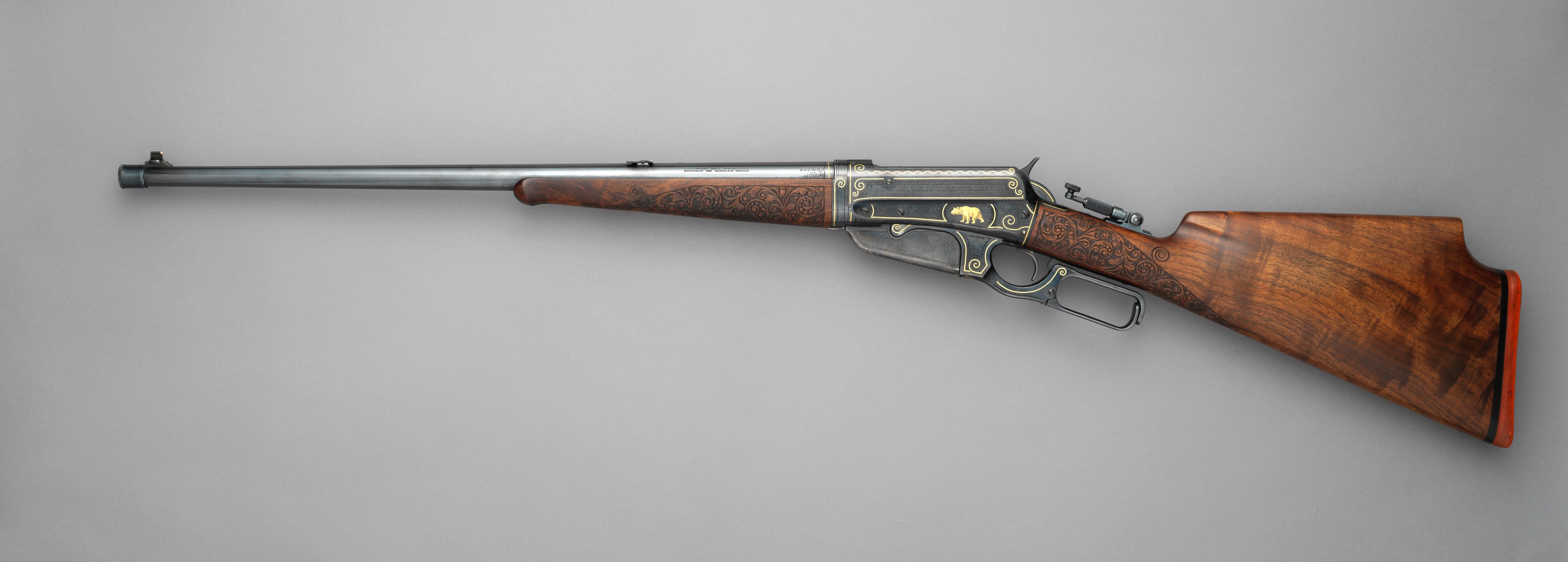
Une version de haut luxe de la Winchester de chasse M95 conservé au MOMA de New York.

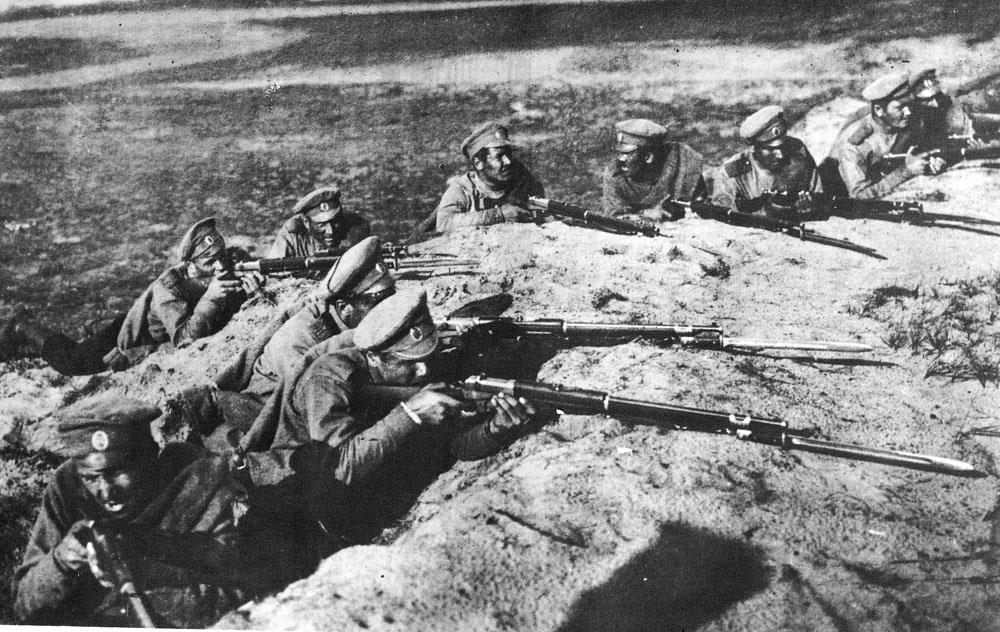
Soldats russes armés de Winchester M1895 de type militaire avec baïonnettes aux canons (vers 1916)

Conçue par John Moses Browning pour la Winchester Repeating Arms Company, la Winchester Modèle 1895 fut la première carabine de la firme de New Haven (Connecticut) à être dotée d'un magasin vertical et non tubulaire.

## Histoire
Cette carabine à levier sous-garde était la dernière carabine conçue par John Browning pour Winchester. L'alimentation du chargeur s'effectue par le sommet de la carcasse, l’éjection des douilles se fait par le haut de l’arme. La plupart des Modèles 95 ont reçu un canon rond. Les organes de visée sont simples : hausse à crémaillère et guidon à lame. Certains modèles peuvent recevoir une lunette de visée. La plupart sont en acier bleui.
Son fabricant en a repris la production en séries limitées depuis 1995 pour satisfaire les collectionneurs d'armes nord-américains.

## Données techniques des fusils militaires américains et russes
- Munitions des fusils militaires : 7,62 mm Mosin-Nagant et .30-40 Krag, mais aussi .30-06 Springfield, .303 British.
- Longueur du fusil  sans baïonnette : 1,16 m.
- Longueur du canon du fusil militaire : 71 cm.
- Masse du fusil militaire vide et sans baïonnette : 4,10 kg.
- Capacité du magasin : 5 coups.

## Données techniques des carabines des Arizona Rangers et Texas Rangers
- Munition ;  .30-40 Krag.
- Longueur totale : 1,01 m.
- Longueur du canon : 56 cm.
- Masse de la carabine vide : 3,5 kg.
- Capacité du magasin : 5 coups

## Données techniques des carabines de chasse vendues parManufrance
- Munitions: .405 WCF. Fut aussi chambré dans les calibre de chasse suivants en Amérique du Nord :  .35 Winchester, .38-72 Winchester et .40-72 Winchester.
- Longueur totale: 1,07 m.
- Longueur du canon : 61 cm. La carabine de chasse pouvait être dotée de canons plus court (56 cm).
- Masse de la carabine vide: 3,84 kg.
- Capacité du magasin : 5 coups (4 à 6 coups pour les autres calibres).
- Prix de vente dans le catalogue 1910 : 185 à 205 Francs-or.

## Diffusion
Produite à environ 425 000 exemplaires, cette arme fut vendue aux chasseurs nord-américains et européens dont Theodore Roosevelt mais aussi aux membres de la National Rifle Association of America. Ses utilisateurs les plus connus furent des policiers et des militaires :
- États-Unis : Acquis par l'US Army et les Rough Riders pour compléter la dotation de carabines Krag lors de la Guerre hispano-américaine. Des carabines à canons de 56 ou 61 cm furent aussi en service au sein des Arizona Rangers et Texas Rangers.
- Russie : Premier client militaire, l'Armée impériale russe en reçut 300 000 exemplaires de 1915 à 1917. Ces armes étaient les seuls Winchester Modèle 1895 qui se chargeaient au moyen de lame-chargeur. Utilisée durant la Première Guerre mondiale puis la Guerre civile russe. Des M95 russes capturées furent réutilisées par l'Armée finlandaise après 1917. De même, l'Armée impériale allemande  retourna des armes récupérées contre l'Armée impériale russe. Enfin, la Volkssturm utilisa des fusils russes contre l'Armée rouge lors de la Bataille de Berlin.

Mais cette carabine fut aussi utilisée en nombre moindre par les pays suivants
- Seconde République espagnole : Armes livrées au Camp Républicain par l'Moscou.
- Mexique :

## Sources
Cette notice est issue de la lecture des revues spécialisées et monographies de langue française et anglaises suivantes :
- Cibles (divers numéros)
- Guillou L.,« 1866-1895 : la Légende Winchester » , Gazette des armes Hors-série N° 29, 2023.
- Action le magazine des tireurs, des armes et de la sécurité (divers numéros).
- Alladio J.C , La Winchester, éditions du Guépard, Paris, 1981.
- Cadiou Y.L., La Légende Winchester, éditions du Portail, 1991.
- (en) The Winchester Book, 1971 by Georges Madis  (ISBN 0-910156-03-4)